# Мифы Этолии
Мифы Этолии (др.-греч. Αἰτωλία) — мифы Древней Греции, связанные с Этолией — в древности областью Центральной Греции, разделенной хребтом Панетоликоном (Παναιτωλικόν) на две части: северную, дикую и некультурную, населённую варварскими племенами, и южную — плодородную и политически сильную, так называемую Древнюю  Этолию.
Этол — эпоним Этолии — был осужден в Элиде за убийство и  бежал в страну Куретиду вдоль Ахелоя. Там он убил сыновей Фтии и Аполлона и назвал землю Этолией. Согласно историку Эфору, изгнан Салмонеем в Этолию и объединил её города, назвав страну своим именем. Его сыновья Плеврон и Калидон — основатели и эпонимы главных этолийских городов.

## Топонимы
Рать из племен этолийских Фоас предводил Андремонид,
Рать из мужей, обитавших в Олене, Пилене, Плевроне,
И в Калидоне камнистом, и в граде Халкиде приморской.
Не было больше на свете сынов браноносных Инея;
Мертв и сам уже был он, и мертв Мелеагр светлокудрый;
И в Этолии царствовать вверено было Фоасу.
Сорок за ним, под дружиною, черных судов принеслося.
(Гомер. Илиада II 638—644, перевод Н. И. Гнедича)
- Евен. Река. На берегу реки сидел кентавр Несс[1].
- Фоант. Древнее название реки Ахелой[2].
- Аграи. Племя в Этолии[3], также агрии в Иллирии и агрианы во Фракии (упоминания у Полибия).
- Евританы. Племя Этолии.
- Калидон. Город[4].
- Плеврон. Город в Этолии[5]. Упомянут в табличках микенского письма Б, сбор гребцов для отправки в Плеврон (pe-re-u-ro-na-de, «в Плеврон»)[6].
- Калидонцы.
- Фестии. Город в Этолии.
- Этолия[7].
- Этолийцы.[8]

## Царская династия
- Агелай. Сын Ойнея и Алфеи[9]. Участник Калидонской охоты. Погиб от клыков вепря[10].
- Агенор. Сын Плеврона[11] и Ксантиппы. Женат на Эпикасте, дети Порфаон и Демоника[5]. Согласно Асию, отец Фестия[12].
- Агенор. Сын Фестия. Убит Мелеагром из-за Аталанты[13].
- Агрий (сын Порфаона).
- Алкафой (сын Порфаона).
- Алкиона. По версии, жена Мелеагра[14], умерла с горя[15]. См. Клеопатра.
- Алфея.
- Андремон (сын Арета).
- Андремон[16]. Сын Оксила[17]. Муж Дриопы[18].
- Андремон. Отец Оксила[19].
- Антиох. Сын Мелана. Убит Тидеем (согласно поэме «Алкмеонида»)[20].
- Арет. Отец Андремона[21]. Возможно, тождествен сыну Посейдона. en:Aretus
- Архител. (Архитель). Родственник Ойнея. Отец Евнома. Из Калидона[22].
- Астинома. Дочь Талая, жена Гиппоноя, мать Капанея[23].
- Афарей. Сын Фестия. Убит Мелеагром[24].
- Гемон. Сын Фоанта, отец Оксила[25].
- Гиперей. Отец Лаофои, жены Порфаона[26].
- Гиперлай. Сын Мелана. Убит Тидеем (согласно поэме «Алкмеонида»)[20].
- Гиппоной.
- Гиппострат. Сын Фиктея, потомок Амаринкея, отрасль Ареса. Согласно Гесиоду[27], настоящий отец Тидея от Перибеи[28].
- Горг. Сын Ойнея и Алфеи (по версии)[9].
- Горга (дочь Ойнея).
- Деидамия. По версии, так звали жену Фестия[29]. en:Deidamea
- Деипил (сын Климена). Убит Мелеагром у Плеврона[30].
- Демодика. См. Демоника.
- Демоника.
- Евен.
- Евипп. Сын Фестия и Евритемиды[31]. Участник Калидонской охоты, позднее убит Мелеагром[32].
- Евмед. Сын Мелана. Убит Тидеем (согласно поэме «Алкмеонида»)[20].
- Евном.
- Евриал[33]. Сын Мелана. Убит Тидеем (согласно поэме «Алкмеонида»)[20].
- Евримеда (дочь Ойнея). Оплакивала Мелеагра, и Артемида превратила её в птицу, поселив на Леросе[34].
- Еврином. См. Евном.
- Еврипил. Сын Фестия и Евритемиды[31]. Участник Калидонской охоты, позднее убит Мелеагром[32].
- Еврита. Дочь Гипподаманта. Жена Порфаона[35].
- Еврифемида. (Эвритемида.) Дочь Клеобеи. Жена Фестия, мать Леды и других[31]. Она же Еврифемиста, дочь Порфаона и Лаофои[26].
- Еврифемиста. См. выше. en:Eurythemista
- Ификл (сын Фестия).
- Калидон. Сын Этола[36] и Пронои. Жена Эолия. Дети Эпикаста и Протогения[5].
- Келевтор. Сын Агрия. Участвовал в свержении Ойнея, позже убит Диомедом[37].
- Клеобея. Мать Евритемиды, жены Тестия[31].
- Клеопатра. Дочь Идаса и Марпессы, жена Мелеагра. Повесилась после его смерти[38]. Упомянута в «Илиаде» (IX 556).
- Климен. Сын Ойнея и Алфеи[39]. Отец Деипила[40].
- Климен. Сын Фестия. Аргонавт[41]. У Аполлодора нет. Диодор Сицилийский. Историческая библиотека говорит о «сыновьях Фестия», но имен не называет[42].
- Клитий. Сын Фестия, участник Калидонской охоты[43]. en:Clytius
- Комет. Сын Фестия, убитый Мелеагром. Участник Калидонской охоты[44].
- Ксантипп. Сын Мелана. Убит Тидеем (согласно поэме «Алкмеонида»)[20].
- Ксантиппа. Дочь Дора, жена Плеврона[5].
- Лаокоонт. Сын Порфаона от служанки. Из Калидона. Аргонавт[45].
- Лаофонта. Дочь Плеврона и Ксантиппы[5]. По версии, жена Фестия[29].
- Лаофоя. Гипереида. Жена Порфаона, мать Еврифемисты, Стратоники и Стеропы[26].
- Левкиппа. По версии, жена Фестия, мать Алфеи и Ификла[46]. en:Leucippe
- Левкопей. Сын Порфаона и Евриты[31].
- Леонтофрон. (Леонтофон?). Сын Одиссея и дочери Фоанта. Из Этолии[47].
- Лерн. Из Олена в Этолии. Отец Палемония[48].
- Ликопей. Сын Агрия. Участвовал в свержении Ойнея, позже убит Диомедом[49].
- Ликопей. Сын?внук? Порфаона. Двоюродный брат Тидея, убитый им[50].
- Мелан (сын Порфаона).
- Меланипп. Сын Агрия. Участвовал в свержении Ойнея, позже убит Диомедом[51].
- Меланиппа (дочь Ойнея). Сестра Мелеагра, оплакивала его, и Артемида превратила её в птицу, поселив на Леросе[52]. en:Melanippe
- Мелеагр.
- Мелеагриды.
- Меналипп. (возможно, Меланипп.?) Брат Тидея, убитый им на охоте[53].
- Мол. Сын Ареса и Демоники[5].
- Ойней.
- Оксил. Сын Ареса и Протогении[5]. По версии, отец Андремона[17]. en:Oxylus
- Олений. Сын Ойнея и Перибеи. Брат Тидея. Убит Тидеем (согласно Ферекиду), за то Тидей был изгнан[20].
- Онхест. Сын Агрия. Сверг Ойнея, затем изгнан Диомедом и убил Ойнея в Аркадии[37].
- Палемоний.
- Пассиопа. По версии, жена Ойнея, мать Тидея[54].
- Перибея (дочь Гиппоноя).
- Перифант. Сын Ойнея и Алфеи, погиб в сражении[55].
- Пил. (Пилос.) Сын Ареса и Демоники[5]. en:Pylus (mythology)
- Пилон. Сын Порфаона и Евриты. Убит Тидеем[56].
- Плеврон. Сын Этола[57] и Пронои. От него название города. Женат на Ксантиппе, дочери Дора. Дети Агенор, Стеропа, Стратоника, Лаофонта[5]. Его святилище в Спарте[12].
- Плексипп (сын Фестия).
- Порфаон.
- Прокаон. Сын Фестия, участник Калидонской охоты[43].
- Проноя. Дочь Форба. Жена Этола, мать Плеврона и Калидона[5].
- Проноя. Дочь Эта, мать Меланея от Аполлона[26].
- Протогенея. Дочь Калидона и Эолии. От Ареса родила Оксила[5]. en:Protogenea
- Профой. Сын Агрия. Участвовал в свержении Ойнея, позже убит Диомедом[37].
- Профой. Сын Фестия. Участник Калидонской охоты[44].
- Стерноп. Сын Мелана. Убит Тидеем (согласно поэме «Алкмеонида»)[20].
- Стеропа. Дочь Плеврона и Ксантиппы[5].
- Стеропа[58][59]. Дочь Порфаона и Евриты (либо Порфаона и Лаофои[26]). Спутница нимф. Мать сирен от Ахелоя[31].
- Стратоника. Дочь Плеврона и Ксантиппы[5]. en:Stratonice (mythology)
- Сфенелай[60]. Сын Мелана. Убит Тидеем (согласно поэме «Алкмеонида»)[20].
- Токсей. Сын царя Калидона Ойнея и Алфеи[9]. Убит отцом за то, что перепрыгнул ров[61]. См. Нонн. Деяния Диониса XXXV 84.
- Токсей. Сын Фестия. Участник Калидонской охоты. Убит Мелеагром[62]. Обычно другие имена. en:Toxeus
- Феней. Сын Мелана. Убит Тидеем (согласно поэме «Алкмеонида»)[20].
- Ферей. (Тирей.) Сын Ойнея и Алфеи[61]. Вариант имени — Ферей[9].
- Фермий. Сын Гемона, брат Оксила. Оксил случайно убил его диском (по версии)[63].
- Ферсит (Терсит).
- Фестий.
- Фитий. Сын Оресфея, отец Ойнея[64].
- Фоант (сын Андремона).
- Форб. Отец Пронои[5].
- Эолия. Дочь Амифаона. Жена Калидона[5].
- Эпикаста. Дочь Калидона и Эолии. Жена Агенора, мать Порфаона и Демоники[5]. en:Epicaste
- Эт. Отец Пронои[26].
- Этол. Отец Палемона (по одной версии)[65].

## Другие лица
- Агрей. Из Калидона, участник похода против Фив. Отрубает руку Фегею[66]. en:Agreus
- Акамант. Из Этолии. Участник похода против Фив. Убит тигрицами, посланными Дионисом[67].
- Аксий. Предок Еврибата из земли куретов[68].
- Алкидок. Сын Скопия. Этолиец. Оксил случайно убил его диском (по версии)[63].
- Амфином. Отец Фурии[69].
- Анкей. Из Плеврона. Борец, побежденный Нестором[70] во время погребальных игр по Пелию[71].
- Бут. Из Олена (Этолия). Участник похода против Фив. Убит Гемоном[72].
- Гипподам. Отец Перимелы, возлюбленной Ахелоя, сбросил дочь со скалы[73].
- Гириея. Мать Кикна, умерла от горя и превратилась в озеро Гириэи[74].
- Гоплей. Из Калидона. Участник похода против Фив, спутник Тидея[75]. Убит Эпитом[76].
- Дриант. Сын Ареса[77] (или Япета[78]). Из Калидона. Участник Калидонской охоты[79]. en:Dryas
- Еватл. (Эватл.) В него влюбилась Калика, но он отверг её[80].
- Еврит. Пророчествующий демон, которым стал Одиссей, когда умер в Этолии[81]. en:Eurytus
- Калика. Влюбилась в Еватла, но он отверг её, и она бросилась с Левкадской скалы[82].
- Каллироя. Героиня из Калидона[83][84]. В неё влюбился жрец Корес, она отвергла его. Когда Корес принес себя в жертву, она бросилась в источник, который назвали ручьем Каллирои[85].
- Кикн (сын Аполлона).
- Комба. Дочь Офия, из Плеврона. Из Плеврона, её преследовали дети, но она превратилась в птицу[86].
- Корес. Был жрецом Диониса в Калидоне. Влюбился в Каллирою, которая отвергла его. Взмолился к Дионису, и калидоняне стали сходить с ума. Оракул Додоны потребовал принести в жертву Каллирою или того, кто решится за неё умереть. Тогда Корес принес себя в жертву[85].
- Ориталл. Участник индийского похода Диониса, курет из Абантиды. Убит Дериадеем[87].
- Офий. Из Плеврона, отец Комбы[88].
- Охесий. Отец этолийца Перифанта[89].
- Перимела. Дочь Гипподама. Возлюбленная Ахелоя. Отец сбросил её беременной со скалы, Ахелой спас её, она превратилась в остров[90].
- Перифант (сын Охесия).[91] Этолиец, участник Троянской войны. Убит Ареем[92]. en:Periphas
- Пирехм. Этолиец, искусный пращник. Во время дорийского вторжения убил в поединке элейца Дегмена[93]. Либо его противник — Эсхин[94].
- Скопий. Этолиец, отец Алкидока[63].
- Стафил. Пастух царя Ойнея, следовал за козлом и нашёл его на берегу Ахелоя поедающим виноград. Выжал ягоды и смешал сок с водой Ахелоя, а царь назвал его своим именем[95].
- Трех. Этолиец, участник Троянской войны. Убит Гектором[96].
- Филлий. (Филий.) Влюблен в Кикна, который отверг его любовь. Укротил быка, но не отдал его Кикну[97]. Либо выполнил три задания, но Кикн покончил с собой. Гробница Филия рядом с Лебединым озером[98].
- Фирия. (Тирия. или Фурия.) Дочь Амфинома, родила от Аполлона сына Кикна[69]. После смерти сына бросилась в озеро и превратилась в птицу[99].
- Эномаос. Этолиец, участник Троянской войны. Убит Гектором[96].
- Этолия. Персонификация. Её статуя в Дельфах[100].
- Эхеммон. Спутник Фоанта. Участник Троянской войны. Убит Еврипилом[101].